# 28207 Blakesmith
28207 Blakesmith este un asteroid din centura principală de asteroizi.

## Descriere
28207 Blakesmith este un asteroid din centura principală de asteroizi. A fost descoperit pe 14 decembrie 1998 la Socorro, New Mexico, în cadrul proiectului LINEAR. Asteroidul prezintă o orbită caracterizată de o semiaxă mare de 2,61 ua, o excentricitate de 0,10 și o înclinație de 1,7° în raport cu ecliptica.